# Clear Lake (South Dakota)
Clear Lake ist eine Kleinstadt mit dem Status „City“ und Verwaltungssitz des Deuel County im US-amerikanischen Bundesstaat South Dakota. Das U.S. Census Bureau hat bei der Volkszählung 2020 eine Einwohnerzahl von 1218 ermittelt.

## Geografie
Clear Lake liegt am westlichen Ufer des Clear Lake, im Osten South Dakotas, unweit der Grenze zu Minnesota. Die geografischen Koordinaten von Clear Lake sind 44°44′45″ nördlicher Breite und 96°40′57″ westlicher Länge. Das Stadtgebiet erstreckt sich über eine Fläche von 8,42 km², die sich auf 7,95 km² Land- und 0,47 km² Wasserfläche verteilen.
Benachbarte Orte von Clear Lake sind Altamont (10,4 km nördlich), Gary (24,2 km ostnordöstlich), Brandt (15,3 km südsüdöstlich) und Goodwin (27,1 km nordwestlich).
Die nächstgelegenen größeren Städte sind Sioux Falls (148 km südlich), Fargo in North Dakota (261 km nördlich) und Minnesotas größte Stadt Minneapolis (300 km östlich).

## Verkehr
Am Südrand des Stadtgebiets von Clear Lake kreuzt der in Nord-Süd-Richtung als Hauptstraße durch das Stadtzentrum verlaufende South Dakota Highway 15 den South Dakota Highway 22. Alle weiteren Straßen sind untergeordnete Landstraßen, teils unbefestigte Fahrwege sowie innerstädtische Verbindungsstraßen.
Mit dem Clear Lake Municipal Airport befindet sich am nördlichen Stadtrand ein kleiner Flugplatz. Die nächsten größeren Flughäfen sind der Sioux Falls Regional Airport (144 km südsüdöstlich), der Hector International Airport in Fargo (271 km nördlich) und der Minneapolis-Saint Paul International Airport (298 km östlich).

## Demografische Daten
Nach der Volkszählung im Jahr 2010 lebten in Clear Lake 1273 Menschen in 552 Haushalten. Die Bevölkerungsdichte betrug 160,1 Einwohner pro Quadratkilometer. In den 552 Haushalten lebten statistisch je 2,22 Personen.
Ethnisch betrachtet setzte sich die Bevölkerung aus 97,6 Prozent Weißen, 0,4 Prozent Afroamerikanern, 0,1 Prozent Asiaten sowie 0,4 Prozent aus anderen ethnischen Gruppen zusammen; 1,5 Prozent stammten von zwei oder mehr Ethnien ab. Unabhängig von der ethnischen Zugehörigkeit waren 1,0 Prozent der Bevölkerung spanischer oder lateinamerikanischer Abstammung.
21,7 Prozent der Bevölkerung waren unter 18 Jahre alt, 54,4 Prozent waren zwischen 18 und 64 und 23,9 Prozent waren 65 Jahre oder älter. 51,2 Prozent der Bevölkerung war weiblich.

Das mittlere jährliche Einkommen eines Haushalts lag bei 47.813 USD. Das Pro-Kopf-Einkommen betrug 21.353 USD. 5,1 Prozent der Einwohner lebten unterhalb der Armutsgrenze.